# 第11屆金曲獎
第11屆金曲獎由行政院新聞局於2000年主辦，本屆設有25個獎項，共有86家唱片公司，292張專輯，2,397件作品報名角逐。 新聞局於3月23日公布入圍名單，TVBS-G於4月28日製播頒獎典禮。

## 獎項異動
本屆金曲獎於1999年12月截止報名，本屆起恢復頒發流行音樂作品類「最佳音樂錄影帶獎」及「最佳編曲人獎」兩獎項，新增非流行音樂作品類「最佳宗教音樂專輯獎」，並刪除「最佳口語說講唱片獎」。 部份獎項名稱也稍作更動，包括「最佳演唱組獎」更名為「最佳演唱團體獎」；「最佳兒童樂曲故事唱片獎」更名為「最佳兒童樂曲專輯獎」等。

## 頒獎典禮
頒獎典禮於4月28日在國父紀念館舉行，TVBS-G、年代生活產經台、飛碟電台晚間7點起同步實況轉播。 本屆典禮由張小燕、陶晶瑩主持，曾寶儀、柳翰雅主持星光大道，為宣傳反盜版的訴求，TVBS特別設計「銀絲帶」提供給典禮與會者在禮服上配帶。  當晚表演節目除主持人的開場歌舞，另有郭富城、蘇永康、順子及入圍最佳演唱團體獎的四組樂團演出。

### 表演節目
| 表演嘉賓                           | 演出主題          | 演出內容 | 備註 |
| ---------------------------------- | ----------------- | --- | ---- |
| 張小燕、陶晶瑩                     | 音樂大同 歡樂今宵 | 蓓蕾〈歡樂今宵〉 |      |
| 紀曉君                             | 最佳新人          | 〈搖電話鈴〉 |      |
| 花兒、脫拉庫、四分衛、乱彈、五月天 | 入圍樂團接力表演  | 花兒〈靜止〉 脫拉庫〈大太陽〉 四分衛〈飛上天〉 乱彈〈海邊坐〉 五月天〈志明與春嬌〉                                          |      |
| 郭富城                             |                   | 〈對你愛不完〉 〈狂野之城〉 〈失憶（諒解）備忘錄〉 〈有效日期〉 〈藍色魅力〉 〈渴望無限Ask For More〉 〈唱這歌〉 〈動起來〉 |      |

## 入圍暨得獎名單
| 以表示得獎者 |

## 評審名單
總召集人兼流行音樂類組召集人：彭廣林
資格初審委員：

邱昭文、王亞玲、陳惠霖、陳威錚。
流行音樂類組評審委員：

史擷詠、李坤城、吳建恆、周治平、林哲儀、馬欣、徐崇憲、翁嘉銘、梁弘志、郭宗韶、黃鶯鶯、黃慶元、葉垂青、劉奕洲。
音樂錄影帶評審委員：

王獻箎、符昌鋒、張以芬。
非流行音樂類組評審委員：

林谷芳、王立德、呂錘寬、林宜勝、明立國、胡金山、陳彬、楊忠衡、蔣理容。

## 外部連結
- 第11屆金曲獎入圍名單 Archive.today的存檔，存档日期2018-11-24，文化部影視及流行音樂產業局.2004-04-27
- 第11屆金曲獎得獎名單 Archive.today的存檔，存档日期2018-11-24，文化部影視及流行音樂產業局.2004-04-27